# Guia pelas Colleccões do Museu Paulista
Guia pelas Colleccões do Museu Paulista é um livro escrito por Rodolpho von Ihering, organizado por Hermann von Ihering, que trata das coleções do Museu Paulista, em especial as de zoologia. Foi lançado em 1907, pela Cardozo, Filho & Cia., de São Paulo.
A obra é considerada a mais relevante fonte sobre as coleções do museu antes da direção de Afonso d'Escragnolle Taunay. Entre outros aspectos de interesse, revela a pouca importância atribuída à coleção histórica no início do século XX e a compreensão da instituição nesse período como um espaço de formação científica, em específico de história natural. O guia indica salas específicas para aves, mamíferos e insetos; há também alas dedicadas à paleontologia, mineralogia, antropologia e etnografia. A área expositiva dedicada à zoologia era a maior, de acordo com o livro.
Além da descrição do espaço expositivo, o livro é também material de formação, com a apresentação sistemática da zoologia. Também decorre da obra a preocupação do Hermann von Ihering, então diretor do museu, com os preceitos da administração museológica moderna.
A tiragem do Guia pelas Colleções do Museu Paulista foi de 3.000 exemplares, esgotando-se em 1911. Custava à época 400 réis e foi considerado que teve bom acolhimento pelo público. A impressão foi custeada pelo próprio museu.
Guia da Secção Histórica do Museu Paulista, de Taunay, é entendido como uma "revanche" contra o livro de Ihering. Nessa obra, Taunay dá importância às coleções históricas do museu.